# Merionoeda similaris
Merionoeda similaris là một loài bọ cánh cứng trong họ Cerambycidae.